# Alexis Savary
Alexis Savary est un homme politique français né le 29 mai 1851 à Quimperlé (Finistère) et mort le 15 octobre 1899 à Quimperlé

## Biographie
Ingénieur de l'École des arts et métiers (Angers, 1867), il se lance dans la production de machines agricoles. Membre de la chambre de commerce, il est sollicité pour faire partie d'une commission nationale chargée d'organiser l'enseignement technique en France. Il est maire de Quimperlé de 1886 à 1899 et sénateur du Finistère, inscrit au groupe de la Gauche républicaine, de 1894 à 1899. Il est secrétaire du Sénat en 1899.

## Sources
- « Alexis Savary », dans le Dictionnaire des parlementaires français (1889-1940), sous la direction de Jean Jolly, PUF, 1960 [détail de l’édition]